# Избранник
Избранник (нем. Der Erwählte) — роман немецкого писателя Томаса Манна, опубликованный в 1951 году. 

## Сюжет
Роман основан на поэме Гартмана фон Ауэ «Симеон Столпник», на пародийном переосмыслении «Песни о Нибелунгах» и рыцарского романа «Парцифаль». Главный герой, Грегориус, рождается от кровосмесительного союза брата и сестры и проходит в своей жизни через множество испытаний.

## Восприятие
По словам С. Ромашко, в «Избраннике» Манн «решает задачу переноса древней легенды в эпическое пространство романа», «создаёт ироническое, пронизанное аллюзиями повествование, с улыбкой пародирующее благочестивую старину».
Французская писательница Маргерит Юрсенар увидела в «Избраннике» проявление общего для неё и Манна интереса к теме инцеста и его магическому символизму (она посвятила этому эссе в сборнике «С оговоркой»).